# Mai 1787

## Événements
- 1er mai :
  - publication du Code civil de Joseph II[1] ; mariage civil, principe de l’égalité judiciaire.
  - Loménie de Brienne, archevêque de Toulouse, est poussé au pouvoir par son corps et par la coterie de la reine et devient ministre des finances (fin en 1788). Les notables et les parlements lui accordent un emprunt de 67 millions, ce qui permet d’éviter la banqueroute.
- 3 mai : fondation de l'Audiencia de Cuzco[2].
- 6 mai :
  - entrevue de Kaniev, sur le Dniepr, entre Catherine II de Russie et le roi Stanislas II de Pologne[3]. Il n’obtient aucun allègement de la domination russe en Pologne.
  - Fondation à Boston de la Free African Lodge, société de francs-maçons noirs, sous l’impulsion de Prince Hall, un mulâtre émigré de la Barbade.
- 9 mai : les milices patriotes des Provinces-Unies mettent en déroute une petite armée orangiste, en route vers Amsterdam, près d’Utrecht[4].
- 13 mai : départ de Portsmouth pour l'Australie d’une flotte de onze navires de convicts (forçats), commandée par le capitaine Arthur Phillip[5].
- 20 mai : fondation de Iekaterinoslav, sur le Dniepr[6].
- 20 - 22 mai : une grave famine provoque de émeutes du riz à Edo au Japon[7].
- 22 mai : fondation à Londres par Thomas Clarkson et Granville Sharp de la Society for Effecting the Abolition of the Slave Trade (Société pour l'abolition de la traite des esclaves)[8], soutenue entre autres par John Wesley et Josiah Wedgwood.
- 23 mai : entrevue de Kherson entre Catherine II de Russie et Joseph II avec Potemkine[3].
- 25 mai :
  - début de la Convention de Philadelphie, (fin le 17 septembre)[9].
  - France : les notables sont renvoyés après avoir réclamé la tenue d’États généraux par l’intermédiaire de la Fayette.
- 28 mai :
  - révolution des « Patriotes ». De nouveaux conseils sont élus au printemps aux Provinces-Unies d’après un règlement qui avait notablement élargi le corps électoral. Les conseils, spécialement ceux de Rotterdam et d’Amsterdam, décident la destitution du stathouder. Des émeutes anti-orangistes éclatent à Amsterdam le 28 mai et les jours suivants[4].
  - États-Unis : création du Comté de Randolph (Virginie-Occidentale)[10].
- 29 mai : Edmund Randolph propose le Plan de Virginie à la Convention de Philadelphie, un programme conçu au préalable par les délégués de la Virginie[11].

## Naissances
- 24 mai : Casimir Carbonnier, (mort en 1873), peintre français.
- 27 mai : Benjamin Valz (mort en 1867), astronome français.

## Décès
- 10 mai : William Watson (né en 1715), physicien et botaniste britannique.
- 28 mai : Leopold Mozart, violoniste et compositeur, père de Wolfgang Amadeus Mozart.